# Marmopteryx
Marmopteryx là một chi bướm đêm thuộc họ Geometridae.